# Dinastia dels Philidor

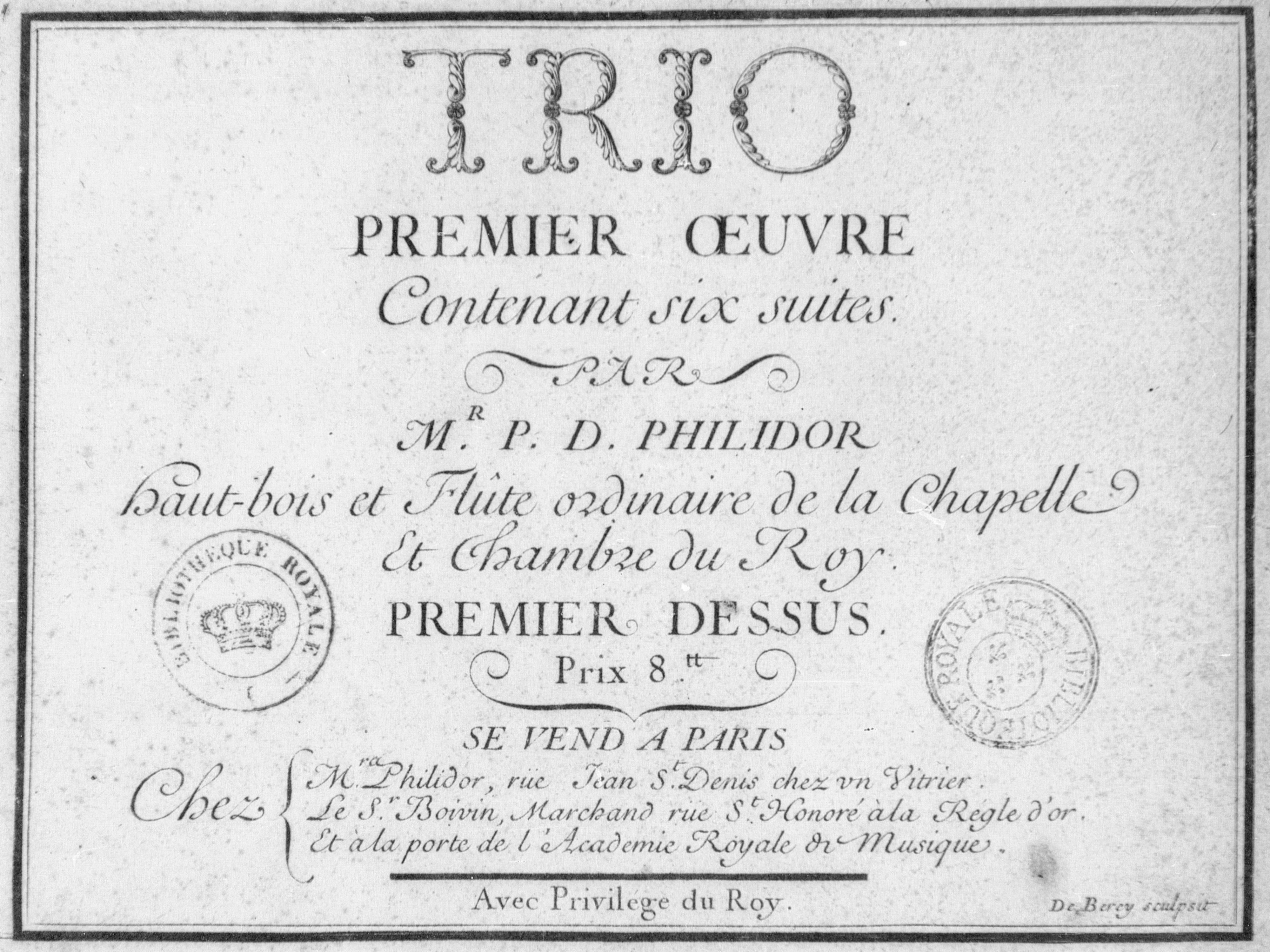
Portada d'una obra de Pierre Danican, membre de la Chapelle du Chambre del rei de França.

La dinastia dels Philidor (o també Filidor, o Danican Philidor) fou una família de músics francesos, d'origen escocès que serviren com a músics de cort dels reis de França de manera continuada durant dos segles, des del primer terç del segle xvii al darrer terç del segle xviii.
El nom de Danican (D'Anican) ve de l'escocès Duncan. El renom de Philidor fou afegit posteriorment al nom de la família, mercès a Michel Danican I, el vell, ja que Lluís XIII li va atorgar aquest malnom perquè la manera com tocava l'oboè recordava el rei un oboista italià virtuós, anomenat Filidori. Tant Michel Danican II, el jove com Jean Danican Philidor varen tocar a la Grande Écurie (literalment, el Gran Estable o les Grans Cavallerisses; però en sentit figurat, la Banda Militar) del rei a París.
Els posteriors membres de la família foren també destacats músics i coneguts compositors. El seu representant més il·lustre és François-André Danican Philidor, qui a més de músic, fou un dels millors jugadors d'escacs del seu temps, i que ha donat nom a dos termes escaquístics contemporanis: la Defensa Philidor, una obertura d'escacs i la Posició de Philidor, una posició de final.

## Membres més destacats de la família Danican Philidor
|  |  |  |  |                                       |                                       | Michel Danican el vell (1600-1659)    |                                       |                                       |                                       |  |  |                                           |                                           |                                           |                                           |                                           |                                           |  |  |                            |                            |                            |                            |                            |                            |  |  |
|  |  |  |  |                                       |                                       |                                       |                                       |                                       |                                       |  |  |                                           |                                           |                                           |                                           |                                           |                                           |  |  |                            |                            |                            |                            |                            |                            |  |  |
|  |  |  |  |                                       |                                       | Jean Danican (1610-1679)              |                                       |                                       |                                       |  |  |                                           |                                           |                                           |                                           |                                           |                                           |  |  |                            |                            |                            |                            |                            |                            |  |  |
|  |  |  |  |                                       |                                       |                                       |                                       |                                       |                                       |  |  |                                           |                                           |                                           |                                           |                                           |                                           |  |  |                            |                            |                            |                            |                            |                            |  |  |
|  |  |  |  | André Danican, dit l'ainé (1647-1730) | André Danican, dit l'ainé (1647-1730) | André Danican, dit l'ainé (1647-1730) | André Danican, dit l'ainé (1647-1730) | André Danican, dit l'ainé (1647-1730) | André Danican, dit l'ainé (1647-1730) |  |  | Jacques Danican, dit le cadet (1657-1708) | Jacques Danican, dit le cadet (1657-1708) | Jacques Danican, dit le cadet (1657-1708) | Jacques Danican, dit le cadet (1657-1708) | Jacques Danican, dit le cadet (1657-1708) | Jacques Danican, dit le cadet (1657-1708) |  |  |                            |                            |                            |                            |                            |                            |  |  |
|  |  |  |  | André Danican, dit l'ainé (1647-1730) | André Danican, dit l'ainé (1647-1730) | André Danican, dit l'ainé (1647-1730) | André Danican, dit l'ainé (1647-1730) | André Danican, dit l'ainé (1647-1730) | André Danican, dit l'ainé (1647-1730) |  |  | Jacques Danican, dit le cadet (1657-1708) | Jacques Danican, dit le cadet (1657-1708) | Jacques Danican, dit le cadet (1657-1708) | Jacques Danican, dit le cadet (1657-1708) | Jacques Danican, dit le cadet (1657-1708) | Jacques Danican, dit le cadet (1657-1708) |  |  |                            |                            |                            |                            |                            |                            |  |  |
|  |  |  |  |                                       |                                       |                                       |                                       |                                       |                                       |  |  |                                           |                                           |                                           |                                           |                                           |                                           |  |  |                            |                            |                            |                            |                            |                            |  |  |
|  |  |  |  |                                       |                                       |                                       |                                       |                                       |                                       |  |  |                                           |                                           |                                           |                                           |                                           |                                           |  |  |                            |                            |                            |                            |                            |                            |  |  |
|  |  |  |  | Anne Danican (1681-1728)              | Anne Danican (1681-1728)              | Anne Danican (1681-1728)              | Anne Danican (1681-1728)              | Anne Danican (1681-1728)              | Anne Danican (1681-1728)              |  |  | François-André Danican (1726-1795)        | François-André Danican (1726-1795)        | François-André Danican (1726-1795)        | François-André Danican (1726-1795)        | François-André Danican (1726-1795)        | François-André Danican (1726-1795)        |  |  | Pierre Danican (1681-1731) | Pierre Danican (1681-1731) | Pierre Danican (1681-1731) | Pierre Danican (1681-1731) | Pierre Danican (1681-1731) | Pierre Danican (1681-1731) |  |  |